# 面ノ木園地

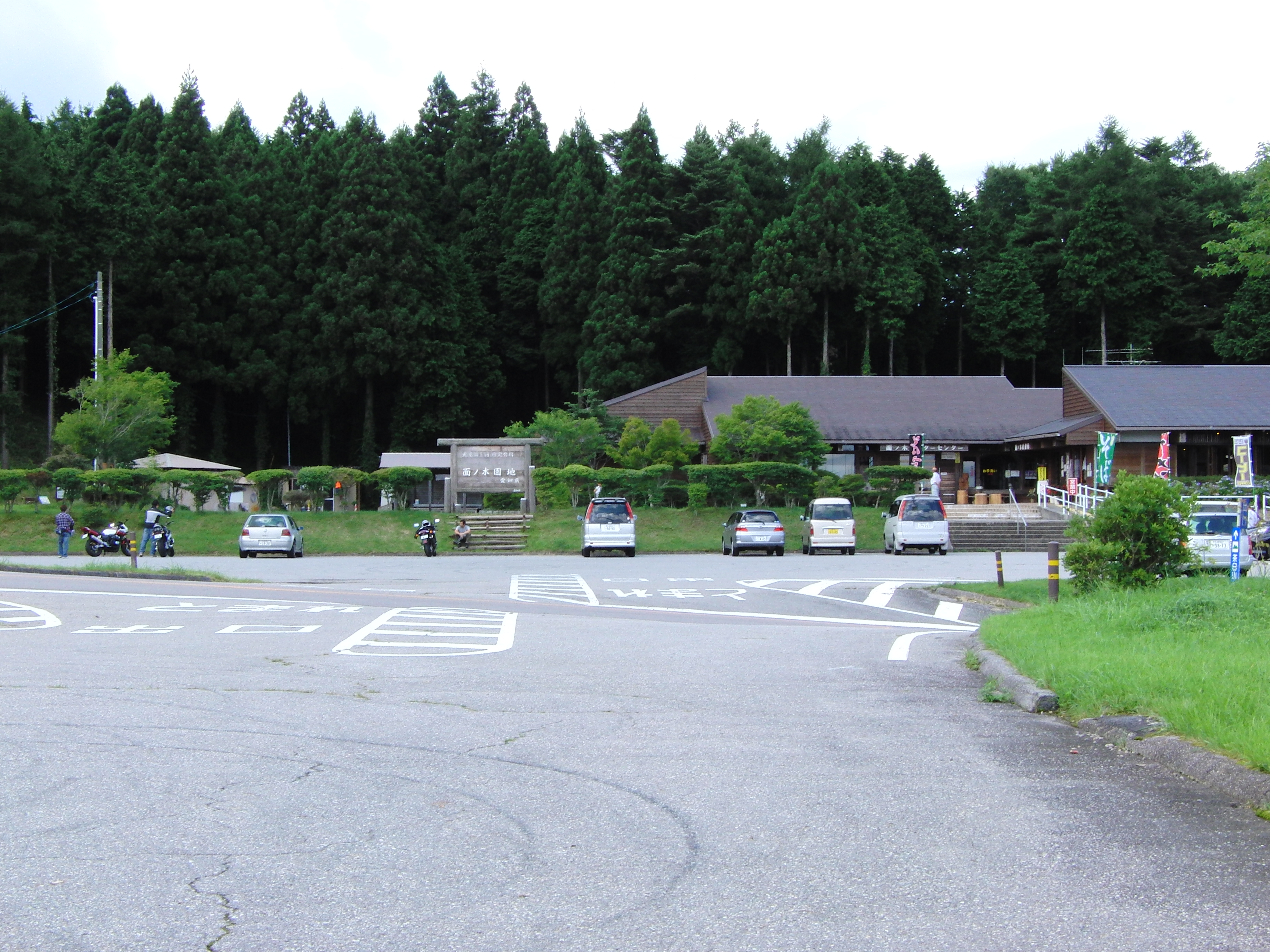
面ノ木休憩所ビジターセンター
（2009年、現在は閉館）

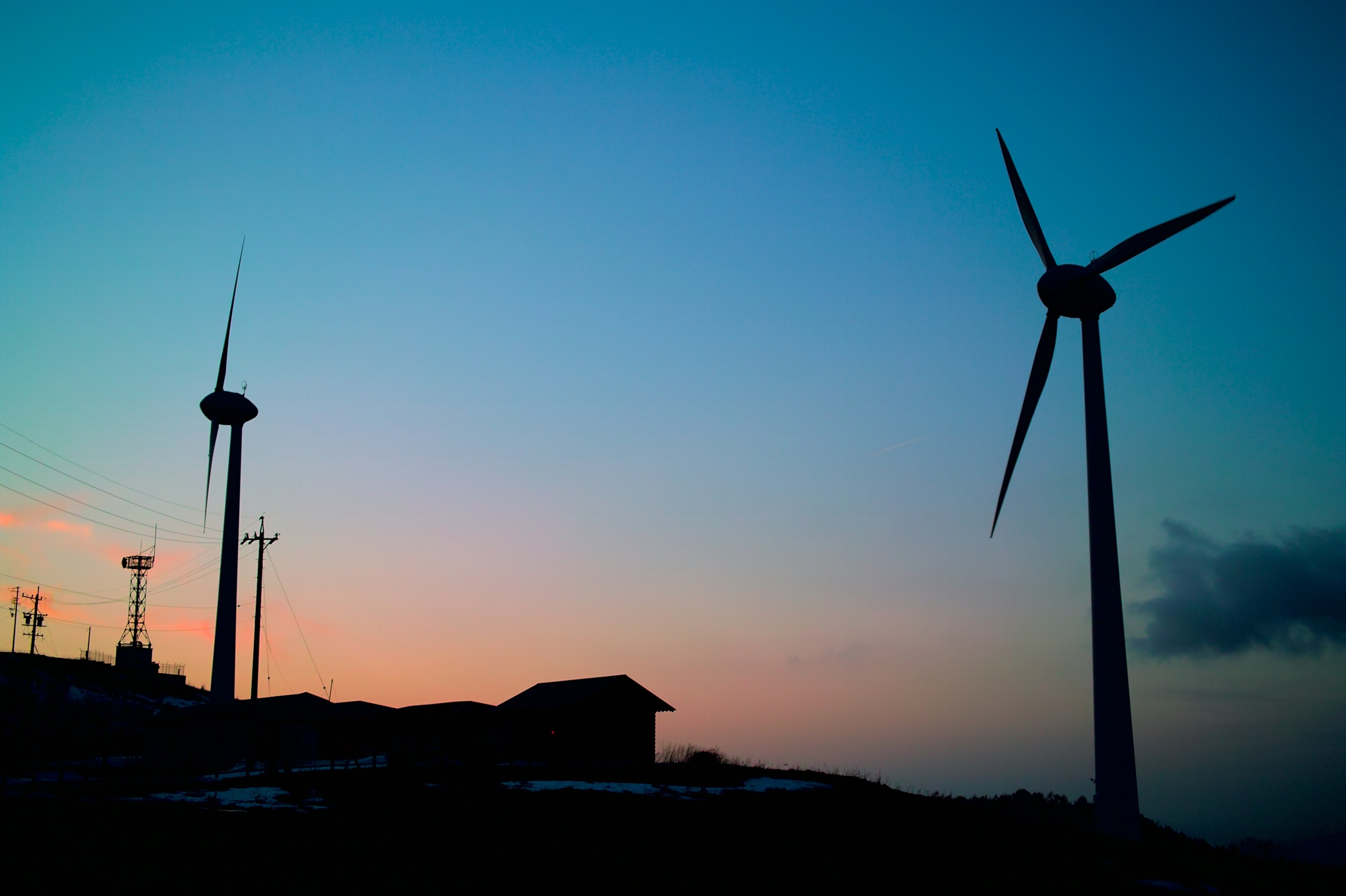
井山山頂

面ノ木園地（めんのきえんち）は、愛知県北設楽郡設楽町と豊田市との境にある自然公園である。

## 概要
天竜奥三河国定公園内にある自然園地であり、面積は約600,000 m2ある。また、標高1,240 mと標高が高く夏でも涼しいため、高山植物などさまざまな植物が自生している。また、秋には紅葉も楽しめる。
展望台からは南アルプスや周囲の山々、津具の集落などを眺めることができる。また、園地の近くにある井山という山には風力発電の施設がある。

## 面ノ木ビジターセンター
面ノ木ビジターセンターでは園内の動植物などについての展示を行っていた。かつては飲食店や土産物店もあった。
2019年（令和元年）8月31日閉館。

## 所在地
- 愛知県北設楽郡設楽町津具字高笹3-67

## アクセス
茶臼山高原道路 面ノ木インターチェンジを出てすぐ。ビジターセンターは茶臼山高原道路面ノ木インターチェンジ - 折元インターチェンジ間にあった。
電車やバスなどの公共交通機関は近くにないため、田口（設楽町の中心部）や稲武（豊田市稲武地区の中心部）などからタクシーを利用することになる。